# James Nolan
Pour les articles homonymes, voir James Nolan (homonymie) et Nolan.
James Nolan (né le 27 janvier 1977) est un athlète irlandais spécialiste du demi-fond.

## Biographie

### Palmarès
| Date | Compétition                    | Lieu       | Résultat | Épreuve | Performance   |
| ---- | ------------------------------ | ---------- | -------- | ------- | ------------- |
| 1996 | Championnats du monde juniors  | Sydney     | 8e       | 800 m   | 1 min 51 s 88 |
| 1999 | Championnats du monde en salle | Maebashi   | 5e       | 800 m   | 1 min 47 s 77 |
| 1999 | Championnats d'Europe espoirs  | Göteborg   | 2e       | 800 m   | 1 min 46 s 94 |
| 2000 | Championnats d'Europe en salle | Gand       | 2e       | 1 500 m | 3 min 41 s 59 |
| 2002 | Championnats d'Europe en salle | Vienne     | 6e       | 1 500 m | 3 min 50 s 84 |
| 2003 | Championnats du monde en salle | Birmingham | 6e       | 1 500 m | 3 min 44 s 67 |
| 2006 | Championnats du monde en salle | Moscou     | 6e       | 1 500 m | 3 min 43 s 98 |

### Records
| Épreuve      | Épreuve      | Performance   | Lieu           | Date            |
| ------------ | ------------ | ------------- | -------------- | --------------- |
| 800 mètres   | En plein air | 1 min 46 s 05 | Helsinki       | 10 juin 1999    |
| 800 mètres   | En salle     | 1 min 47 s 26 | Stockholm      | 25 février 1999 |
| 1 500 mètres | En plein air | 3 min 35 s 69 | Heusden-Zolder | 2 août 2003     |
| 1 500 mètres | En salle     | 3 min 37 s 90 | Stockholm      | 17 février 2000 |